# نورمان هندرسون (لاعب كرة قدم أسترالية)
نورمان هندرسون (بالإنجليزية: Norm Henderson)‏ هو لاعب كرة قدم أسترالية أسترالي، ولد في 7 مارس 1901، وتوفي في 7 يناير 1968.

## وصلات خارجية
- نورمان هندرسون على موقع AustralianFootball.com (الإنجليزية)
- نورمان هندرسون على موقع AFLtables.com (الإنجليزية)